# Adinandra acuminata
Adinandra acuminata är en tvåhjärtbladig växtart som beskrevs av Pieter Willem Korthals. Adinandra acuminata ingår i släktet Adinandra och familjen Pentaphylacaceae. Inga underarter finns listade i Catalogue of Life.